# Felsmalereien von Etemba
Das Felsmalereien von Etemba (englisch Rock Paintings at Etemba) sind Felsmalereien westlich von Omaruru in der Region Erongo in Namibia. Sie sind seit dem 1. Mai 1967 ein Nationales Denkmal Namibias.
Auf der Farm Etamba finden sich an sechs verschiedenen Stellen Felsmalereien: „Stone Valley“, bei der „Hein-Höhle“, „Etemba-Höhle“, „Gramadulla“, „Zebra Valley“ und im „Baboon Vally“. Hier sind vor allem Malereien zu sehen, die Menschen zeigen.